# Winnebago (Nebraska)
Winnebago (hoocąk: Nįšoc) és una població dels Estats Units a l'estat de Nebraska. Segons el cens del 2000 tenia 768 habitants.

## Demografia
Segons el cens del 2000, Winnebago tenia 768 habitants, 211 habitatges, i 166 famílies. La densitat de població era de 1.059 habitants per km².
Dels 211 habitatges en un 50,7% hi vivien nens de menys de 18 anys, en un 30,8% hi vivien parelles casades, en un 38,9% dones solteres, i en un 20,9% no eren unitats familiars. En el 19% dels habitatges hi vivien persones soles el 10% de les quals corresponia a persones de 65 anys o més que vivien soles. El nombre mitjà de persones vivint en cada habitatge era de 3,58 i el nombre mitjà de persones que vivien en cada família era de 4,01.
Per edats la població es repartia de la següent manera: un 42,7% tenia menys de 18 anys, un 8,7% entre 18 i 24, un 28% entre 25 i 44, un 14,1% de 45 a 60 i un 6,5% 65 anys o més.
L'edat mediana era de 23 anys. Per cada 100 dones de 18 o més anys hi havia 78,9 homes.
La renda mediana per habitatge era de 20.795 $ i la renda mediana per família de 21.818 $. Els homes tenien una renda mediana de 18.958 $ mentre que les dones 19.643 $. La renda per capita de la població era de 6.317 $. Aproximadament el 43,7% de les famílies i el 48,6% de la població estaven per davall del llindar de pobresa.

## Poblacions més properes
El següent diagrama mostra les poblacions més properes.